# Сандра Лонкарич
Сандра Лонкарич (хорв. Sandra Lončarić; нар. 13 липня 1974, Бругг, Швейцарія) — хорватська акторка.

## Вибіркова фільмографія
- 1999. — «Червоний пил» (хорв. Crvena prašina; Лідія).[2]
- 2007—2008. — «Назавжди сусіди» (хорв. Zauvijek susjedi; Маргарита Івелья).[3]
- 2011. — «Йозеф» (хорв. Josef; Пелагія).[4]
- 2011. — «Крок за кроком» (хорв. Korak po korak; Стелла).[5]